# Supercopa da Itália de 2005
A Supercopa da Itália de 2005 ou Supercoppa Italiana 2005 foi a 18ª edição da competição que para muitos, abre a temporada 2005/2006 do futebol italiano. Assim como em todas as edições, a Supercopa da Itália é disputada em partida única com o campeão do Campeonato Italiano (Juventus) e o campeão da Copa da Itália (Internazionale), ambas na temporada 2004/2005.
A partida ocorreu no Estádio delle Alpi de Turin.

## Final

### Partida única
| 20 de agosto de 2005 | Juventus | 0 – 1 | Internazionale | Estádio delle Alpi, Turim  |
| 20:45                |          |       | 96' Verón      | Árbitro: Massimo De Santis |

## Campeão
| Supercopa da Italia de 2005 |
| Itália                      |
| --------------------------- |
| Internazionale (2º título)  |